# Georganne Moline
Georganne Rochelle Moline (* 6. März 1990 in Missoula, Montana) ist eine ehemalige US-amerikanische Leichtathletin, die im Sprint und Hürdenlauf an den Start ging und sich auf die 400-Meter-Distanz spezialisiert hat. Sie zählte zu den erfolgreichsten Hürdenläuferinnen der Vereinigten Staaten in den 2010er Jahren und feierte ihren größten Erfolg mit dem Hallenweltmeistertitel in der 4-mal-400-Meter-Staffel im Jahr 2018 sowie einem vierten Platz über 400 m Hürden bei den Olympischen Spielen 2012 in London.

## Sportliche Laufbahn
Georganne Moline wuchs in Phoenix, Arizona auf und studierte anschließend an der University of Arizona. 2012 nahm sie an den Olympischen Sommerspielen in London teil und belegte dort in 53,92 s im Finale den vierten Platz. Im Jahr darauf wurde sie beim Diamond League Meeting in Paris in 54,19 s Dritte sowie anschließend auch bei den Anniversary Games in London in 54,32 s. Daraufhin schied sie bei den Weltmeisterschaften in Moskau mit 59,05 s in der ersten Runde aus. 2014 wurde sie bei der Roma Golden Gala - Pietro Mennea in 54,56 s Zweite und auch beim Herculis in Monaco wurde sie in 54,73 s Zweite. Im Jahr darauf gelangte sie bei den Bislett Games in Oslo mit 54,29 s auf Rang zwei und bei den Anniversary Games wurde sie in 54,24 s ebenfalls Zweite sowie im September bei Weltklasse Zürich in 54,89 s Dritte. 2016 wurde sie beim Birmingham British Athletics GP in 54,63 s Dritte und 2018 siegte sie mit der US-amerikanischen 4-mal-400-Meter-Staffel in 3:23,85 min gemeinsam mit Quanera Hayes, Shakima Wimbley und Courtney Okolo bei den Hallenweltmeisterschaften in Birmingham. Ende Mai wurde sie beim Prefontaine Classic in Eugene in 54,33 s Dritte und anschließend siegte sie in 53,97 s bei der Golden Gala in Rom. Bei der Athletissima in Lausanne wurde sie in 53,90 s Dritte und anschließend gewann sie bei den NACAC-Meisterschaften in Toronto in 54,26 s die Bronzemedaille hinter ihrer Landsfrau Shamier Little und Janieve Russell aus Jamaika. 2020 bestritt sie ihren letzten offiziellen Wettkampf und beendete daraufhin ihre aktive sportliche Karriere im Alter von 30 Jahren.

## Persönliche Bestzeiten
- 200 Meter: 23,23 s, 10. Februar 2018 in Lubbock
- 400 Meter: 51,39 s, 18. Februar 2018 in Albuquerque
- 400 m Hürden: 53,14 s, 25. Juni 2017 in Sacramento